# پانویس
پانویس (پی‌نوشت، پانوشت) شرح یا ارجاعی است که در حاشیهٔ متن جای می‌گیرد و ممکن است با عدد یا نشانه‌هایی نظیر ستاره مشخص گردد و در متن نیز به آن رجوع داده شود. پانویس، در واقع، بخشی از نوشته تحقیقی است که برای دادنِ اطلاع بیشتر یا اعتبار بخشیدن به نوشته فراهم می‌شود؛ اگرچه جزء ضروری نوشته تحقیقی است ولی ماهیتاً به‌گونه‌ای است که نمی‌توان آن را در متن نوشته جای داد.

## گونه‌های پانویس
پانویس بر چند نوع است. از جمله می‌توان به پانویس توضیحی، پانویس ارجاعی و پانویس تلفیقی اشاره کرد.

## پانویس در الفبای لاتین
در الفبای لاتین برای پانویس بیشتر از ستاره (نشان‌گذاری) (*) و خط عمودی و نشانه پاراگراف استفاده می‌شود.
دفتر چاپ دولت ایالات متحده آمریکا بیش از دو صفحه را در توضیحاتِ خود به موضوعِ پانوشت اختصاص داده است. ناسا نیز دارای راهنمایی برای استفاده از پانویس در اسنادِ تاریخی خود است.

## خوانش بیشتر
- Grafton, Anthony (1997). The Footnote: A Curious History. Cambridge, Mass. : انتشارات دانشگاه هاروارد. شابک ‎۰−۶۷۴−۹۰۲۱۵−۷.
- Zerby, Chuck (2002). The Devil's Details: A History of Footnotes. New York: Simon & Schuster.